# Karl Pündter
Karl Johann Franz Pündter (* 21. März 1883 in München; † 15. Dezember 1975 in Hamburg-Altona) war ein deutscher Schauspieler, Regisseur, Hörspielsprecher und nach 1945 Leiter der Abteilung Schulfunk beim NWDR Hamburg in Hamburg.

## Leben
Karl Pündter wurde in der elterlichen Wohnung (Lindemannstraße 21 in München) geboren. Seine Eltern waren der bayerische Premierleutnant außer Dienst Franz Xaver Martin Gustav Ludwig Emil Pündter und dessen Ehefrau Carolina Maria Auguste, geborene Sauer, beide protestantischen Glaubens. Seinen jüngeren Bruder Ernst Pündter zog es ebenfalls 1924 nach Hamburg zur neugegründeten Nordischen Rundfunk AG, wo beide auch oft gemeinsam bei den frühen Hörspielen (damals Sendespiele genannt) als Sprecher und Regisseure mitwirkten.
Seine Ausbildung zum Schauspieler absolvierte Pündter beim Hofschauspieler Eugen Gura in München. Sein erstes Engagement führte ihn im September 1904 nach Annaberg im Erzgebirge an das dortige Stadttheater. Anschließend kam er an das Fürstliche Hoftheater in Gera. Er wurde seinerzeit dem Rollenfach Heldenvater und gesetzte Helden zugeordnet.
Zu seinem Repertoire gehörten damals u. a.:
- Prinz von Marokko (Der Kaufmann von Venedig von William Shakespeare),
- Staufacher (Wilhelm Tell von Friedrich Schiller),
- Octavio Piccolomini (Wallensteins Tod von Friedrich Schiller),
- Präsident von Walter (Kabale und Liebe von Friedrich Schiller),
- Faust (Goethes Faust von Johann Wolfgang von Goethe),
- Bruder Martin (Götz von Berlichingen von Johann Wolfgang von Goethe),
- Orest (Iphigenie auf Tauris von Johann Wolfgang von Goethe).[3]

Danach verlagerte der Münchener seinen künstlerischen Schwerpunkt nach Norddeutschland. Stralsund, Neustrelitz, Stettin, Magdeburg und Lübeck wurden die weiteren Stationen seiner Theaterlaufbahn.
Am 16. September 1924 kam Pündter zum Rundfunkhaus in der Hamburger Binderstraße, welches im Fernsprechamt Schlüterstraße untergebracht war. Dort hatte die Nordische Rundfunk AG (NORAG) am 2. Mai desselben Jahres ihren Sendebetrieb aufgenommen.
Er engagierte sich vorwiegend im Arbeitsbereich Hörspiel sowohl als Sprecher als auch als Regisseur. Bedingt durch die ständigen technischen Entwicklungen dieses Genres, musste er seinen Regiestil immer wieder den veränderten Gegebenheiten anpassen.
Wegen fehlenden und/oder unvollständigen Datensätzen aus der damaligen Zeit konnte bei der ARD-Hörspieldatenbank seine erste Regiearbeit erst vom 15. September 1926 nachgewiesen werden. Hierbei handelt es sich um Die Anna-Lise, einem Lustspiel von Hermann Hersch, in dem er u. a. neben Cläre Goericke, Kurt Gerdes, Friedel Lind und Hans Freundt selbst eine der Hauptrollen sprach. Sein erster nachgewiesener Einsatz vor dem Mikrophon ist vom 22. Oktober 1924 datiert. Hier sprach er unter der Regie von Hermann Beyer die Rolle des Theseus, Herzog von Athen in William Shakespeares Komödie Ein Sommernachtstraum.
Darüber hinaus leitete er auch über viele Jahre die literarischen Sendungen der NORAG. Sein Lieblingsfach wurden jedoch die Kindersendungen.
Nach Kriegsende wurde er bei seinem Sender, der nach einer kurzen Übergangszeit als Radio Hamburg, nun als Nordwestdeutscher Rundfunk weitergeführt wurde, Leiter der Abteilung Schulfunk. Zu den Leuten, die ihm beim Aufbau mithalfen, gehörte auch sein Schauspielkollege vom Ohnsorg-Theater Otto Lüthje, der hauptberuflich als Mittelschullehrer tätig war.
Pündter besuchte auch zahlreiche Stadt- und Landschulen, um sich in den dortigen Klassen vor Ort selbst ein Bild zu machen. Er erhielt damals zahlreiche Briefe von Kindern, die vermuten lassen, dass er nicht nur den technischen Anforderungen weiter gewachsen war, sondern auch noch die Sprache der dritten Generation nach ihm verstand. In den ersten Jahren dieser Tätigkeit stand er auch noch häufiger als Hörspielsprecher vor dem Mikrophon. Allerdings war er, im Gegensatz zu NORAG-Zeiten, fast nur noch in Nebenrollen zu hören.
Am 16. September 1949 feierte der Schauspieler sein 25-jähriges Rundfunk- und zugleich sein 45-jähriges Bühnenjubiläum.
Er verstarb 1975 im Alter von 92 Jahren in seiner Wahlheimat Hamburg.

## Hörspiele (Auswahl)

### Regie und Sprecher
- 1926: Hermann Hersch: Die Anna-Lise
- 1927: Theodor Körner: Der Vetter aus Bremen
- 1927: Johann Wolfgang von Goethe: Die Geschwister
- 1927: Theodor Körner: Der Nachtwächter
- 1927: Franz Grillparzer: Des Meeres und der Liebe Wellen
- 1927: Gotthold Ephraim Lessing: Philota
- 1928: Emil Rosenow: Kater Lampe
- 1928: Carl Rössler: Die fünf Frankfurter
- 1928: Curt Goetz: Hokuspokus
- 1929: Curt Goetz: Der Hund im Hirn. Komödie in einem Akt
- 1929: Peter Flamm: Pause ( Original-Hörspiel)
- 1929: Rudolf Klutmann: Anselm und Angela. Ein Legendenspiel
- 1929: Johann Nestroy: Der Zerrissene. Posse mit Gesang in drei Aufzügen
- 1929: Alfred Wolfenstein: Die Nacht vor dem Beil. Drama in neun Bildern
- 1929:Fritz Mack: Der selige August. Hörspiel in einem Akt
- 1929: Paul Leuchsenring: Der Sieger. Eine Hörszene (Originalhörspiel)
- 1929: Paul Raynal: Das Grabmal des unbekannten Soldaten. Tragödie in drei Akten

### Nur Sprecher
- 1924: William Shakespeare: Ein Sommernachtstraum – Regie: Hermann Beyer
- 1924: Hinrich Wriede: Leege Lüd – Regie: Nicht angegeben
- 1924: Johann Wolfgang von Goethe: Faust II. Teil – Regie: Hans Bodenstedt; Hermann Beyer
- 1924: Roderich Benedix: Dr. Wespe – Regie: Hermann Beyer
- 1924: Hildegard Voigt: In Knecht Ruprechts Werkstatt. Ein Weihnachtsmärchenspiel – Regie: Nicht angegeben
- 1924: Leo Kastner, Ralph Tesmar: Unter der blühenden Linde – Regie: Hermann Beyer
- 1924: Friedrich Hebbel: Die Nibelungen (2 Teile) – Regie: Hans Bodenstedt; Hermann Beyer
- 1924: Wilhelm Meyer-Förster: Alt-Heidelberg – Regie: Hermann Beyer
- 1924: Louis Angely: Das Fest der Handwerker – Regie: Hermann Beyer
- 1925: Johann Wolfgang von Goethe: Die Mitschuldigen – Regie: Hermann Beyer
- 1925: Friedrich Hebbel: Die Nibelungen (Zweiter Teil, dritte Abteilung: Kriemhilds Rache) – Regie: Hermann Beyer
- 1925: Molière: Sganarelle, der Betrogene in der Einbildung – Regie: Nicht angegeben
- 1925: Oscar Wilde: Bunbury – Regie: Hermann Beyer
- 1925: Eduard Mörike: Der letzte König von Orplid – Regie: Nicht angegeben
- 1925: Henrik Ibsen: Peer Gynt – Regie: Hans Bodenstedt; Hermann Beyer (3 Live-Sendungen)
- 1925: Wilhelm Meyer-Förster: Alt-Heidelberg – Regie: Hermann Beyer bei der ersten und Ernst Pündter bei der zweiten Ausstrahlung (2 Live-Sendungen)
- 1925: Carl Laufs: Pension Schöller – Regie: Hermann Beyer
- 1925: Franz und Paul von Schönthan: Der Raub der Sabinerinnen – Regie: Hermann Beyer (3 Live-Sendungen)
- 1925: Franz Grillparzer: Weh dem, der lügt – Regie: Hermann Beyer
- 1925: Hans Hansen: Die Mainacht auf der Alster – Regie: Hans Bodenstedt (Das erste Freiluftsendespiel der Welt)
- 1925: Hinrich Wriede: Leege Lüd – Regie: Hans Böttcher
- 1925: Johann Wolfgang von Goethe: Die Fischerin – Regie: Nicht angegeben
- 1925: Hans Hansen: Strandfest an der Ostsee. Ein Rundfunkfilm in 12 Bildern und drei Akten von Hans Hansen – Regie: Nicht angegeben
- 1925: Richard Hughes: Gefahr. Das erste englische Rundfunkdrama von Richard Hughes – Regie: Nicht angegeben (Original-Hörspiel)
- 1925: Maurice Maeterlinck: Der Eindringling – Regie: Ernst Pündter
- 1925: Friedrich Schiller: Maria Stuart – Regie: Hermann Beyer
- 1925: Gustav Freytag: Die Journalisten – Regie: N. N.
- 1925: Oscar Blumenthal, Gustav Kadelburg: Im weißen Rössl – Regie: Ernst Pündter
- 1925: Brandon Thomas: Charleys Tante – Regie: Ernst Pündter
- 1925: Johann Wolfgang von Goethe: Götz von Berlichingen – Regie: Hans Bodenstedt; Hermann Beyer
- 1925: Friedrich Schiller: Wilhelm Tell – Regie: Hermann Beyer
- 1925: Ludwig Thoma: Erster Klasse – Regie: Ernst Pündter
- 1925: Ludwig Fulda: Jugendfreunde – Regie: Ernst Pündter (2 Live-Sendungen)
- 1925: Gerhart Hauptmann: Hanneles Himmelfahrt – Regie: Ernst Pündter
- 1925: Johann Nestroy: Lumpazi Vagabundus – Regie: Ernst Pündter
- 1926: Gerhart Hauptmann: Die versunkene Glocke. Ein deutsches Märchendrama – Regie: Ernst Pündter bei der ersten und Hans Bodenstedt bei der zweiten Ausstrahlung (2 Live-Sendungen)
- 1926: Hans Bodenstedt: Funkheinzelmanns Kindertheater (1. Bild: Die Glockenblumenkönigin) – Regie: Nicht angegeben
- 1926: Hans Bodenstedt: Funkheinzelmanns Kindertheater (2. Bild: Ein Kind fällt vom Himmel) – Regie: Nicht angegeben
- 1926: Louis Angely: Das Fest der Handwerker – Regie: Nicht angegeben
- 1926: Alice Fliegel-Bodenstedt: Heiligland – 1. Der tote Gast – 2. Der Narr – 3. Heiligland – Regie: Hermann Beyer
- 1926: Hans Bodenstedt: Funkheinzelmanns Kindertheater (4. Bild: Im Riesenland) – Regie: Nicht angegeben
- 1926: Hans Bodenstedt: Funkheinzelmanns Kindertheater (5. Bild: Im Schlaraffenland) – Regie: Nicht angegeben
- 1926: Arthur Schnitzler: Der junge Medardus – Regie: Hermann Beyer
- 1926: Alexander Baumann: Das Versprechen hinterm Herd – Regie: Hans Böttcher
- 1926: Hinrich Wriede: Leege Lüd – Regie: N. N.
- 1926: Bjørnstjerne Bjørnson: Über unsere Kraft. Schauspiel in zwei Teilen – Regie: Hermann Beyer
- 1926: David Kalisch: Der Aktienbudiker – Regie: Hermann Beyer
- 1926: Gerhart Hauptmann: Die Weber – Regie: Hermann Beyer
- 1926: Andreas Gryphius: Die geliebte Dornrose – Regie: Hermann Beyer
- 1926: Wilhelm Ehlers: Die Fahrt nach Helgoland – Regie: Hermann Beyer
- 1926: Georg Kaiser: Die Bürger von Calais – Regie: Hermann Beyer
- 1926: Johannes Schlaf: Meister Oelze – Regie: Hermann Beyer
- 1926: Pius Alexander Wolff: Preciosa – Regie: Hermann Beyer
- 1926: Indisches Schauspiel: Vasantasena – Bearbeitung: Lion Feuchtwanger; Regie: Hermann Beyer
- 1926: Hugo von Hofmannsthal: Jedermann – Regie: Hermann Beyer
- 1926: Lew Tolstoi: Der lebende Leichnam – Regie: Hermann Beyer
- 1926: Gerhart Hauptmann: Schluck und Jau – Regie: Hermann Beyer
- 1926: Franz und Paul von Schönthan: Der Raub der Sabinerinnen – Regie: Hermann Beyer
- 1926: Oscar Wilde: Lady Windermeres Fächer – Regie: Hans Hansen
- 1926: Rabindranath Tagore: Das Postamt – Regie: Hans Bodenstedt
- 1926: Anton Tschechow: Ein Heiratsantrag – Regie: Hans Bodenstedt
- 1926: Gerdt von Bassewitz: Peterchens Mondfahrt – Regie: Hermann Beyer
- 1927: August Strindberg: Gespenstersonate – Regie: Hans Flesch
- 1927: Gottfried Prehauser: Hans-Wurst. Der traurige Küchelbäcker und sein Freund in der Not – Regie: Hermann Beyer
- 1927: Friedrich Schiller: Turandot. Prinzessin von China – Regie: Harald Röbbeling
- 1927: Auguste Groß von Trockau: Ich heirate meine Tochter – Regie: Hans Freundt
- 1927: Gerhart Hauptmann: Der Biberpelz. Eine Diebeskomödie – Regie: Ernst Pündter
- 1927: Franz und Paul von Schönthan: Der Raub der Sabinerinnen – Regie: Hermann Beyer
- 1927: Friedrich Schiller: Maria Stuart. Ein Trauerspiel – Regie: Hans Bodenstedt
- 1927: Molière: Tartüff – Regie: Harald Röbbeling
- 1927: Karl Schönherr: Der Weibsteufel – Regie: Hans Bodenstedt
- 1927: Jerome K. Jerome: Miß Hobbs – Regie: Hermann Beyer
- 1927: Anton Wildgans: Armut – Regie: Ernst Pündter
- 1927: Hermann Sudermann: Das Glück im Winkel – Regie: Hermann Beyer
- 1927: August Strindberg: Rausch – Regie: Artur Holz
- 1927: Heinrich von Kleist: Die Hermannsschlacht – Regie: Hermann Beyer
- 1927: Eberhard König: Gevatter Tod. Ein Märchen von der Menschheit – Regie: Hermann Beyer
- 1927: Hugo von Hofmannsthal: Der Tor und der Tod – Regie: Hermann Beyer
- 1927: Ludwig Fulda: Jugendfreunde – Regie: Hermann Beyer
- 1927: Bjørnstjerne Bjørnson: Wenn der junge Wein blüht – Regie: Hermann Beyer
- 1928: Maxim Gorki: Nachtasyl – Regie: Hermann Beyer
- 1928: Ferdinand Raimund: Alpenkönig und Menschenfeind – Regie: Alfred Braun
- 1928: William Shakespeare: Othello, der Mohr von Venedig. Trauerspiel in fünf Akten – Regie: Hermann Beyer
- 1945: Oscar Blumenthal, Gustav Kadelburg: Im weißen Rössl – Regie: Otto Kurth
- 1945: Henri Meilhac, Ludovic Halévy: Die schöne Helena – Regie: Otto Kurth
- 1946: Molière: Tartuffe – Regie: Otto Kurth
- 1946: Axel von Ambesser: Das Abgründige in Herrn Gerstenberg – Regie: Helmut Käutner
- 1946: Hans Kettler: Die Affaire Dreyfus – Regie: Kurt Reiss
- 1946: Ferenc Molnár: Eins – Zwei – Drei – Regie: Ludwig Cremer
- 1946: Ludwig Thoma: Moral – Regie: Otto Kurth
- 1946: Carl Zuckmayer: Der fröhliche Weinberg – Regie: Kurt Reiss
- 1946: André Birabeau: Mein Sohn, der Herr Minister – Regie: Ludwig Cremer
- 1946: Eberhard von Wiese: Akazienallee 4 – Regie: Otto Kurth
- 1946: Klabund: Der Kreidekreis – Regie: Hans Kettler
- 1946: Curt Goetz: Hokus-Pokus – Regie: Karl-Heinz Reichel
- 1946: Gotthold Ephraim Lessing: Emilia Galotti – Regie: Ludwig Cremer
- 1946: Ernst Hardt: Tantris der Narr – Regie: Otto Kurth
- 1946: Renate Uhl: Wer ist ohne Schuld – Regie: Otto Kurth
- 1946: Walter Erich Schäfer: Die Reise nach Paris – Regie: Fritz Schröder-Jahn
- 1946: B. Traven: Das Totenschiff – Regie: Ludwig Cremer
- 1947: Kurt Reiss: Hallo, hören Sie noch? – Regie: Kurt Reiss
- 1947: Hermann Bahr: Das Konzert – Bearbeitung und Regie: Ulrich Erfurth
- 1947: Axel Eggebrecht: Die Ameisen. Die Entstehung eines europäischen Aberglaubens im Herbst 1947 – Regie: Ludwig Cremer